# 学生麻雀部連合
学生麻雀部連合（がくせいマージャンぶれんごう）は、国内46大学の麻雀部が加盟する日本の学生団体。
創設者は、プロ雀士の永野彰一（早稲田大学）、現会長。

## 概要
学生麻雀部連合は、2010年8月に早稲田大学競技麻雀部と電気通信大学競技麻雀部によって発足した。
「賭けない麻雀」を掲げて活動している。関東と関西に分かれて大学対抗の大会を開いたり、合宿をする。
「麻雀部をつくりたい」という相談に対して、早稲田大学競技麻雀部（創設者：永野彰一）の部内規則など、ノウハウを教える。
麻雀部がない大学の学生は個人会員として受け入れる。
賭ける麻雀部は入れず、加盟後に賭けたことが分かった場合には除名される。

## 活動
東日本大震災後は会長である永野彰一が同連合の構成員を率いて避難所を巡り、麻雀牌とマットのセットを贈った。ある避難所では、閉鎖されるまで毎日のように使われたという。
加盟団体である近畿大学競技麻雀部の部員が、精神障害者向け麻雀交流会を開催。麻雀のネガティブイメージ払拭などが目的とのこと。
日露合同麻雀大会を主催。
日本プロ麻雀協会の協力を受け、全国学生麻雀選手権大会を主催
。

## 加盟団体[7]
- 関東本部:

早稲田大学競技麻雀部、電気通信大学競技麻雀部、東京電機大学麻雀同好会、東京電機大学二部麻雀同好会、都留文科大学競技麻雀部、宇都宮大学麻雀研究会、関学麻雀倶楽部、茨城大学競技麻雀部、芝浦工業大学麻雀サークル、慶応義塾大学麻雀研究会、山梨大学競技麻雀部、立教大学競技麻雀部peace、日本大学競技麻雀部（生産工学部）、明治大学競技麻雀部、大東文化大学競技麻雀部、大月短期大学競技麻雀部、千葉大学競技麻雀部、尚美学園大学競技麻雀部、大正大学競技麻雀部、富士常葉大学競技麻雀部
- 関西支部:

近畿大学競技麻雀部、競技麻雀サークルJan-Janふれんず、甲南大学麻雀サークル、福教大学麻雀同好会、流通科学大学・室内遊戯研究会、大阪産業大学競技麻雀部、大阪府立大学競技麻雀部、関西学院大学・競技麻雀研究会
- 東北支部:

東北工業大学、東北学院大学競技麻雀サークル三色同好会、東北大学競技麻雀同好会、東北公益文科大学麻雀サークル、山形大学
- 中国支部:

鳥取大学競技麻雀研究会、岡山理科大学競技麻雀研究会、広島市立大学テーブルゲーム研究会
- 四国支部:

高知工科大学麻雀研究会、愛雀会、香雀会
- 東海支部:

福井県立大学競技麻雀部、豊橋技術科学大学競技麻雀部
- 九州支部:

鹿児島大学麻雀同好会、九州工業大学競技麻雀研究会、大分大学競技麻雀部
- 北海道支部:

はこだて未来大学
- モスクワ支部:

Риичи-маджонг клуб ≪Тесудзи≫